# Polentinos
Polentinos település Spanyolországban, Palencia tartományban. Polentinos Cervera de Pisuerga és La Pernía községekkel határos. Lakosainak száma 40 fő (2024).

## Népesség
A település népessége az elmúlt években az alábbi módon változott:
| Lakosok száma | 90   | 78   | 67   | 74   | 63   | 58   | 44   | 38   | 47   | 40   |
|               | 2001 | 2004 | 2007 | 2009 | 2012 | 2014 | 2017 | 2019 | 2022 | 2024 |